# Fortaleza Oreshek

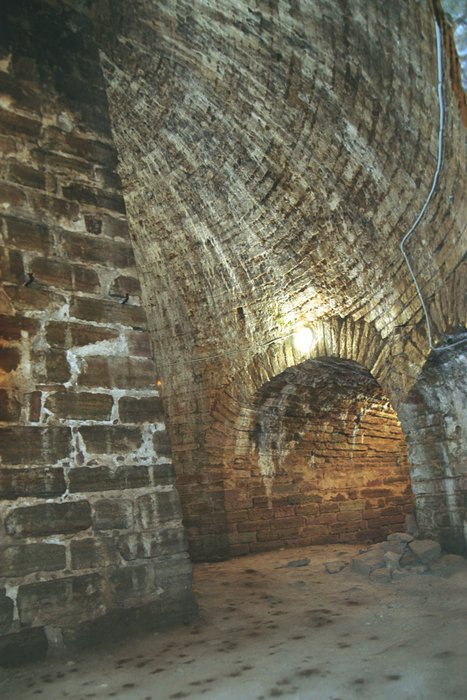
Interior de la mazmorra.

La fortaleza de Oréshek (también Oréjov) («Pequeña nuez») es una fortaleza situada en la isla Oréjovets en el municipio ruso de Shlisselburg, a 35 km de San Petersburgo. La fortaleza Oréshek forma parte, con el código 540-005, del sitio Patrimonio de la Humanidad denominado «Centro histórico de San Petersburgo y conjuntos monumentales anexos».

## Historia
Oréshek fue construido en origen como una fortaleza de madera por el gran príncipe Yuri de Moscú (en su calidad de príncipe de Nóvgorod) en nombre de la República de Nóvgorod en 1323. Guardaba el límite septentrional de Nóvgorod y el acceso al mar Báltico. La fortaleza está situada en la isla de Oréjovets, cuyo nombre se refiere a las nueces en sueco, finlandés (Pähkinäsaari/Pähkinälinna, «Isla/Fortaleza de la Nuez», en finés, Nöteborg, «Fortaleza de la Nuez», en sueco) y ruso.
Después de una serie de conflictos, se firmó un tratado de paz en Oréshek el 12 de agosto de 1323 entre Suecia y el gran príncipe Yuri y la República de Nóvgorod que fue el primer acuerdo sobre la frontera entre la Cristiandad Occidental y la Oriental, que recorría lo que hoy es Finlandia. Un monumento de piedra moderno al norte de la Iglesia de San Juan en la fortaleza conmemora el tratado.

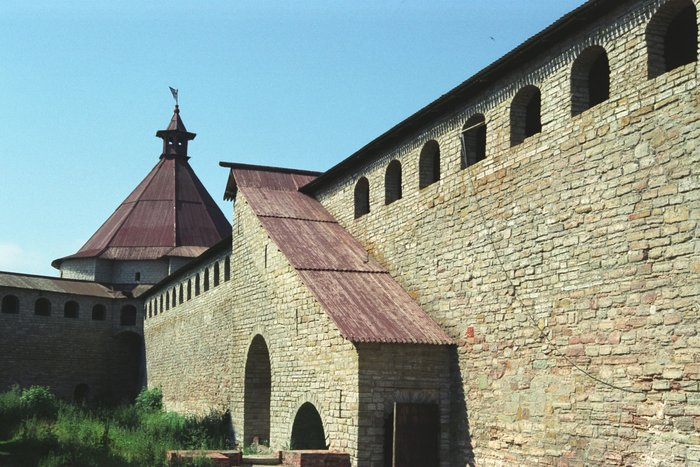
Dentro de la fortaleza.

Veinticinco años después, el rey Magnus Eriksson atacó y brevemente tomó la fortaleza durante su cruzada en la región (1348-1352). Quedó ampliamente destruida cuando los novgorodianos retomaron la fortaleza en 1351. La fortaleza fue reconstruida en piedra en 1352 por el arzobispo Vasilii Kalika de Nóvgorod (1330-1352) quien, según la Primera Crónica de Nóvgorod fue enviado por los novgorodianos después de que varios príncipes rusos y lituanos ignoraron los ruegos de la ciudad de ayudarles a reconstruir y defender el fuerte. Los restos de las murallas de 1352 se excavaron en 1969 y pueden verse justo al norte de la Iglesia de San Juan en el centro de la fortaleza actual.
El fuerte fue capturado por Suecia en 1611 durante la Guerra de Ingria. Como parte del Imperio sueco, la fortaleza era conocida como Nöteborg («Fortaleza de la Nuez» en sueco o Pähkinälinna en finés, y se convirtió en el centro del condado (slottslän) Nöteborg ingrio septentrional. 
En 1702, durante la Gran Guerra del Norte, la fortaleza fue tomada por los rusos de Pedro el Grande en un asalto anfibio. Fue entonces cuando recibió su nombre actual, Shlisselburg, una transcripción de Schlüsselburg. El nombre, que significa «Fortaleza llave» en alemán se refiere a la percepción de Pedro de la fortaleza como la «llave a Ingria»".
Durante la Rusia Imperial, la fortaleza se usó como una prisión política tristemente famosa; entre sus famosos prisioneros estuvieron Wilhelm Küchelbecher, Mijaíl Bakunin y, durante 38 años, Walerian Łukasiński. Iván VI de Rusia fue asesinado en la fortaleza en 1764, y el hermano de Lenin, Aleksandr Uliánov, fue ahorcado allí también.
De diez torres, la fortaleza conserva sólo seis (cinco rusas y una sueca). Los restos de una iglesia en el interior de la fortaleza fueron transformados en un memorial a los defensores de la fortaleza. Desde 2003 se celebra un concierto de rock en ella. También hay un museo de prisioneros políticos del Imperio Ruso, y una pequeña colección de artillería de la Segunda Guerra Mundial.